# Vossloh G 2000 BB
A Vossloh G 2000 BB a Vossloh gyár legnagyobb teljesítményű hidraulikus meghajtású dízelmozdonya. A B’B’ tengelyelrendezésű mozdony legnagyobb sebessége 120–140 km/h. A G 2000(-1) BB változat érdekessége az aszimmetrikus kialakítású vezetőállás.
A mozdony Németországban, Olaszországban, Hollandiában, Belgiumban, Franciaországban, Svédországban, Dániában és Lengyelországban üzemel.

## Változatok
A mozdonynak öt változata van:
- G 2000(–1) BB: aszimmetrikus vezetőállás, 2240 kW
- G 2000–2 BB: szimmetrikus vezetőállás, 2240 kW, Olaszország
- G 2000–3 BB: szimmetrikus vezetőállás, 2240 kW, Németország
- G 2000–4 BB: szimmetrikus vezetőállás, 2700 kW
- G 2000–5 BB: szimmetrikus vezetőállás, 2700 kW, Skandinávia

## Üzemeltetők
- Railion
- SBB Cargo
- MRCE
- Rail4Chem
- HectorRail
- Más kisebb magántársaságok